# Robert von Dombrowski

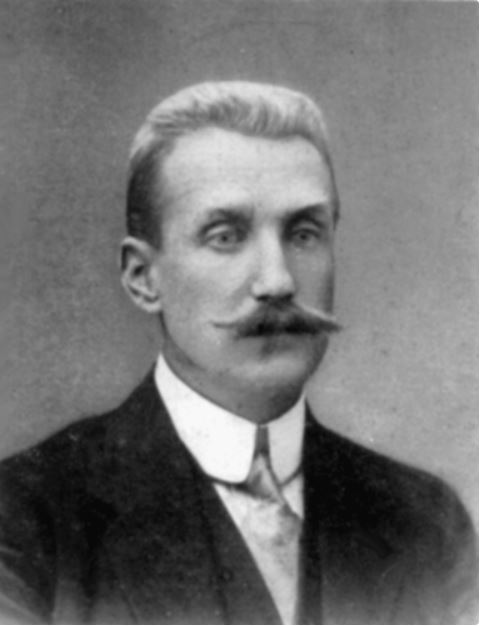
Robert Ritter von Dombrowski (1869–1932)

Robert Ritter von Dombrowski oder auch Robert von Dombrowski (* 2. April 1869 im Schloss von Úlice; † 15. Oktober 1932 im Versorgungsheim in Lainz) war ein böhmischer Ornithologe und Taxidermist.

## Leben und Wirken
Sein Vater war Raoul von Dombrowski (1833–1896), ein älterer Bruder Ernst von Dombrowski (1862–1917) und ein jüngerer Bruder Karl von Dombrowski (1872–1951).
Dombrowski verbrachte seine Jugend und Studentenzeit in Wien und Niederösterreich. Im Frühjahr 1889 begab er sich zu einer kürzeren zoologischen Expedition im bosnischen Teil der Save-Niederungen. Gemeinsam mit seinem Bruder Ernst erkundete er in den Jahren 1893 und 1894 Šabac und seine Umgebung. Die Vogelausbeute die dieser Expeditionen wurde vom Bosnisch-Herzegowinischen Landesmuseum aufgekauft. Am 1. August 1895 holte ihn Grigore Antipa (1867–1944) ans Muzeul Național de Istorie Naturală Grigore Antipa in Bukarest, für das er bis 15. August 1916 tätig war. Von 1906 bis 1915 war er zusätzlich für die Ausgestaltung des dortigen zoologischen Gartens zuständig. Bereits 1892 in Wien spielte Dombrowski mit dem Gedanken, ein Dermoplastisches-Museologisches Institut zu gründen. Erst drei Jahre später nahm diese Idee in Bukarest Gestalt an, und so gründete er mit behördlicher Genehmigung die Lehrmittel- und Naturalienhandlung Dobrudscha, die unter seiner Führung sehr erfolgreich war. Von der Dobrudscha kamen regelmäßige Preislisten heraus, und so fanden viele seiner Produkte ihren Weg in Schulen, Museen und Privatsammlungen in ganz Europa. Die Bälge halfen den Fachkreisen, die rumänische Wirbeltierwelt zu erforschen und neue Erkenntnisse zu gewinnen.
Durch das reichhaltige ornithologische Material der rumänischen Avifauna in seiner Sammlung war er in der Lage, 1912 sein bedeutendstes Werk Ornis Romaniae zu publizieren. Dabei folgte er aber nicht der trinären Nomenklatur nach Ernst Hartert. Trotzdem konnte er auch mit Hilfe von ihm ausgebildeter Jäger und Bauern 347 Vogelformen aus dem Land identifizieren. So war er der erste, der Vorkommen des Zwergsägers (Mergellus albellus) im Gebiet der unteren Donau beschrieb, was von vielen Wissenschaftlern dieser Zeit zunächst angezweifelt wurde.
Als Folge des Ersten Weltkriegs verlor Dombrowski sein gesamtes Hab und Gut. Unter den Verlusten war ein Manuskript über die Säugetiere Rumäniens samt Zeichnungen und Bildern. Ebenso sind während der Wirren alle Belegexemplare, die er für sein Manuskript verwendet hatte, spurlos verschwunden. Er kehrte nach Wien zurück, wo er zunächst von 1922 bis 1925 die Leitung eines Hotels in Kärnten übernahm. Hier plante er eine Forschungsreise nach Kleinasien, die er aber nie antreten konnte. 1926 zog er nach Łuków und sammelte dort erfolgreich für das Lehrmittelinstitut von Michał Kamiński (1902–1959). Am Ende seiner Karriere versuchte er eine Vogelbeobachtungsstation in Niederösterreich zu gründen. Doch fehlten ihm die Mittel, so dass dieses Projekt scheiterte.
Während seines Lebens publizierte er 23 jagdliche und zoologische Werke, die u. a in Mittheilungen des Ornithologischen Vereins in Wien, der Zeitschrift für Oologie und Ornithologie, Buletinul Societății de Șciințe din Bucureșci, România und Ornithologisches Jahrbuch erschienen. Dionisie Linția (1880–1952) übersetzte und ergänzte 1946 sein Werk Ornis Romaniae, das unter dem Titel Păsările României (Ornis Romaniae) erschien. 1954 erschien von Linția noch Band 2 und 1955 Band 3 unter dem Titel Păsările din R.P.R.

## Dedikationsnamen
Victor von Tschusi zu Schmidhoffen nannte 1903 eine Unterart der Schafstelze Budytes flavus dombrowskii, ein Name, der heute als Synonym für die Nominatform Motacilla flava Linnaeus, 1758 gilt. Paul Matschie beschrieb  1901 Mustela (Ictis) dombrowskii, ein Name, der heute ein Synonym für die Mauswieselunterart (Mustela nivalis vulgaris Erxleben, 1777) steht.

## Publikationen (Auswahl)
- Nucifrage caryocatactes, L. In: Mittheilungen des Ornithologischen Vereins in Wien. Band 9, Nr. 26, 1885, S. 251 (biodiversitylibrary.org).
- Zum Zuge des Tannenhehers. In: Mittheilungen des Ornithologischen Vereins in Wien. Band 9, Nr. 28, 1885, S. 274 (biodiversitylibrary.org).
- Das Brutgeschäft der in Niederösterreich brütenden Rohrsänger. In: Mittheilungen des Ornithologischen Vereins in Wien. Band 13, Nr. 31, 1889, S. 409–418 (zobodat.at [PDF; 802 kB]).
- Das Brutgeschäft der in Niederösterreich brütenden Rohrsänger. In: Mittheilungen des Ornithologischen Vereins in Wien. Band 13, Nr. 32, 1889, S. 421–426 (zobodat.at [PDF; 540 kB]).
- Das Brutgeschäft der in Niederösterreich brütenden Rohrsänger. In: Mittheilungen des Ornithologischen Vereins in Wien. Band 13, Nr. 32, 1889, S. 433–436 (zobodat.at [PDF; 432 kB]).
- Beitrag zur Kenntniss der Vogelwelt der Umgebung von Brück a. d. L. In: Mittheilungen des Ornithologischen Vereins in Wien. Band 15, Nr. 16, 1891, S. 189–192 (biodiversitylibrary.org).
- Beitrag zur Kenntniss der Vogelwelt der Umgebung von Brück a. d. L. In: Mittheilungen des Ornithologischen Vereins in Wien. Band 15, Nr. 17, 1891, S. 204–205 (biodiversitylibrary.org).
- Materialien zu einer ornis Rumäniens. In: Buletinul Societății de Șciințe din Bucureșci, România. Band 12, Nr. 3/4, 1903, S. 296–336 (biodiversitylibrary.org).
- in Victor von Tschusi zu Schmidhoffen: Über palaearktische Formen. (VII.). In: Ornithologisches Jahrbuch. Band 15, Nr. 4, 1904, S. 121–124 (biodiversitylibrary.org).
- Mergus albellus L. und Changula glaucion L. Brutvögel aus Rumänien. In: Zeitschrift fur Oologie und Ornithologie. Band 13, Nr. 10, 1904, S. 145–148 (biodiversitylibrary.org).
- Welche Vogelarten brüten vor dem 1. März? In: Zeitschrift fur Oologie und Ornithologie. Band 14, Nr. 6, 1904, S. 82–83 (biodiversitylibrary.org).
- Beiträge zum Fortpflanzungsgeschäft von Bubo maximus L. In: Zeitschrift fur Oologie und Ornithologie. Band 17, Nr. 2, 1907, S. 17–19 (biodiversitylibrary.org).
- Mesocricetus newtoni Nehring (Monographische Studie). In: Buletinul Societății de Șciințe din Bucureșci, România. Band 16, Nr. 1/2, 1907, S. 94–101 (biodiversitylibrary.org).
- Ornis Romaniae; die Vogelwelt Rumänien's systematisch und biologisch-geographisch beschrieben. In: Buletinul Societății de Șciințe din Bucureșci, România. Band 19, Nr. 4, 1910, S. 659–860 (biodiversitylibrary.org).
- Ornis Romaniae; die Vogelwelt Rumänien's systematisch und biologisch-geographisch beschrieben (Fortsetzung). In: Buletinul Societății de Șciințe din Bucureșci, România. Band 19, Nr. 5, 1910, S. 948–1146 (biodiversitylibrary.org).
- Ornis Romaniae; die Vogelwelt Rumänien's systematisch und biologisch-geographisch beschrieben (Fortsetzung). In: Buletinul Societății de Șciințe din Bucureșci, România. Band 19, Nr. 6, 1910, S. 1272–1463 (biodiversitylibrary.org).
- Ornis Romaniae; die Vogelwelt Rumänien's systematisch und biologisch-geographisch beschrieben (Fortsetzung). In: Buletinul Societății de Șciințe din Bucureșci, România. Band 19, Nr. 6, 1911, S. 95–240 (biodiversitylibrary.org).
- Ornis Romaniae; die Vogelwelt Rumänien's systematisch und biologisch-geographisch beschrieben (Fortsetzung). In: Buletinul Societății de Șciințe din Bucureșci, România. Band 20, Nr. 2/3, 1911, S. 1272–1463 (biodiversitylibrary.org).
- Ornis Romaniae; die Vogelwelt Rumänien's systematisch und biologisch-geographisch beschrieben (Fortsetzung). In: Buletinul Societății de Șciințe din Bucureșci, România. Band 20, Nr. 4/5, 1911, S. 545–572 (biodiversitylibrary.org).
- Ornis Romaniae: die Vogelwelt Rumanien's systematisch u. biologisch-geographisch beschrieben. Staatsdruckerei, Buchdruckerei 1912.
- Aus Rumänien. In: Ornithologisches Jahrbuch. Band 23, 1912, S. 220 (biodiversitylibrary.org).
- Ornithologische Frühjahrs-Beobachtungen aus dem Laxenburger Park. In: Verhandlungen der Zoologisch-Botanischen Gesellschaft in Wien. Band 80, Nr. 31, 1931, S. 133–139 (zobodat.at [PDF; 599 kB]).